# Les Voix de Bamako
 (octobre 2008).
Si vous disposez d'ouvrages ou d'articles de référence ou si vous connaissez des sites web de qualité traitant du thème abordé ici, merci de compléter l'article en donnant les références utiles à sa vérifiabilité et en les liant à la section « Notes et références ».
Les Voix de Bamako est un festival d’Arts traditionnels africains créé en février 2008 à Bamako (Mali) par un collectif d’artistes rassemblés sous l’égide de l’association Kolomba et dirigé par la chanteuse malienne Fantani Touré, Pierre-Olivier Bannwarth, Delphine Gomand et Khalid Tamer. 
Ce festival se déroule chaque année au mois de janvier, au Palais de la culture Amadou Hampate Ba de Bamako, sous le parrainage du Ministère de la Culture, en partenariat avec le Ministère de l'Artisanat et du Tourisme du Mali.
Cet événement comprend :
- Un marché artisanal (tissus, poteries, sculptures, gastronomie...)
- Des concerts gratuits.
- Des rencontres avec des griots sur les bords du Niger..
- Des stages de formation (théâtre, musique...) pour les jeunes de Bamako.
- Des défilés en costumes traditionnels.
- Des ateliers et des débats de sensibilisation sur la condition des femmes en Afrique.

A l’initiative d’artistes africains et européens, ce festival met en exergue les valeurs traditionnelles et les coutumes du continent africain. Inquiets de voir un patrimoine social et culturel disparaître sous le poids de références occidentales omniprésentes, ils décident en 2008 de créer un événement capable de véhiculer les traditions et d’assurer leur transmission. 
En 2008, la première édition a rassemblé 10 000 personnes sur les rives du Niger.
Cet événement a mobilisé les principaux acteurs de la vie culturelle et artistique du Mali : 
Le ministre de la culture Mohamed El Moctar, l’écrivain politique Aminata Dramane Traoré, le chanteur Salif Keita, les artistes Amadou et Mariam, Adja Soumano, Babani Koné ou encore Nahawa Doumbia.

## Sources
(août 2009).
- Un article sur l'événement paru sur www.lemagazine.info
- http://www.africultures.com/php/?nav=evenement&no=29064
- http://www.journaldumali.com/article.php?aid=7706
- http://www.leguerrieretlarose.com/